# 哈馬姆布哈傑爾區

35°22′45″N 0°58′14″W / 35.379122°N 0.970488°W
哈馬姆布哈傑爾區（阿拉伯语：‎），是阿爾及利亞的行政區，位於該國西北部，由艾因泰穆尚特省負責管轄，首府設於哈馬姆布哈傑爾，面積365平方公里，2010年人口46,625，人口密度每平方公里130人。